# Toyota Probox
Der Toyota Probox ist ein kleiner Lieferwagen, den Toyota in Japan im August 2002 einführte. Der Wagen ist eng verwandt mit dem Succeed.
Der kleine, 5-türige Kombi bietet fünf Sitzplätze. Die Räder sind einzeln aufgehängt: vorn an MacPherson-Federbeinen und Querlenkern, hinten an Längsschwingen mit Schraubenfedern. Während die Vorderräder mit belüfteten Scheibenbremsen ausgestattet sind, werden die Hinterräder mit Trommelbremsen abgebremst. Der Wagen ist mit Reifen der Dimension 165 / 80 R 13 ausgestattet.
Angetrieben wird der Probox von einem Reihenvierzylindermotor mit zwei oben liegenden Nockenwellen (DOHC), der mit Toyotas variabler Ventilsteuerung (VVTi) und elektronischer Benzineinspritzung (EFI) ausgestattet ist. Die Dimensionen des Motors sind Bohrung × Hub = 75,0 mm × 84,7 mm, die Verdichtung liegt bei 10,5 : 1. Der Motor, Typ 1NZ-FE hat einen Hubraum von 1.496 cm³, leistet maximal 105 bhp (77 kW) bei 6000 min−1 und hat ein maximales Drehmoment von 138 Nm bei 4200 min−1.
Die Motorkraft wird über ein manuell geschaltetes Fünfganggetriebe oder eine vierstufige Automatik an alle vier Räder weitergeleitet. Der Probox ist serienmäßig mit permanentem Allradantrieb ausgestattet.